# Ben Carson
Benjamin Solomon „Ben“ Carson (* 18. září 1951 Detroit) je americký konzervativní politik, politický komentátor a neurochirurg. V roce 1987 vedl sedmdesátičlenný tým, jenž jako první na světě oddělil siamská dvojčata spojená lebkou při 22 hodin trvající operaci. Je držitelem Prezidentské medaile svobody, kterou mu v roce 2008 udělil George W. Bush. V letech 2017–2021 působil jako ministr bytové výstavby a rozvoje měst Spojených států amerických ve vládě Donalda Trumpa.

## Kariéra
Ben Carson v roce 1973 absolvoval psychologii na Yaleově univerzitě a roku 1977 ukončil studium lékařství na Michiganské univerzitě. Po studiích nastoupil do nemocnice Johnse Hopkinse v Baltimoru, kde se stal v roce 1984 primářem dětské neurochirurgie (v té době byl nejmladším primářem v rámci celých Spojených států amerických). Vedoucím tamního oddělení dětské neurochirurgie byl pak 29 let. Mimo to vydal několik knížek, tematicky většinou o své kariéře a životních hodnotách a postojích.
Od roku 1999 do léta 2015 byl členem představenstva obchodního řetězce Costco Wholesale Corp, mimo to jeho jméno figurovalo v seznamu vedení potravinářského konglomerátu Kellogs Co. Kariéru chirurga se rozhodl ukončit v roce 2013, kdy přijal místo sloupkaře pro The New York Times. V květnu 2014 oznámil, že se zúčastní kampaně pro nominaci na kandidáta Republikánské strany na post prezidenta USA. Jistý čas se podle průzkumů pohyboval na 2. místě za Donaldem Trumpem. Počátkem března po volebním superúterý ale ohlásil konec své kampaně o republikánskou nominaci, když nedokázal v primárkách zvítězit v žádném státě a byl v té době na posledním místě z pěti zbývajících republikánských kandidátů.
V listopadu 2020 u něj byla potvrzena nákaza nemocí covid-19. Stalo se tak po účasti na večírku v Bílém domě během volební noci. Již o několik dní dříve bylo oznámeno, že se tehdy pravděpodobně infikoval i ředitel kanceláře Bílého domu Mark Meadows. Praktikoval homeopatickou léčbu, kterou již v září odmítl schválit Úřad pro kontrolu potravin a léčiv. Ta pomohla ale jen krátkodobě, když se jeho stav opětovně zhoršil, zajistil mu Donald Trump stejný způsob léčby, díky kterému se uzdravil v říjnu sám.

## Osobní život
Jeho bratr Curtis Carson je o tři roky starší, sloužil u námořnictva a stejně jako Ben Carson hrál na klarinet.
V 15 letech Curtis předobjednal časopis "Psychologie dnes" Benovi, čímž ho nasměroval k zájmu o psychologii.
Ben Carson je ženatý, mají tři syny s manželkou Lacenou „Candy“ Rustin, kterou potkal v roce 1971 na Yale a vzal si ji v roce 1975. Oba jsou vegetariáni. Carson vstoupil do církve Adventistů sedmého dne.

## Kontroverze
- V roce 1998 zveřejnil svoji osobní teorii, že biblický Josef postavil pyramidy, aby v nich Egypťané uchovávali zrní.[5]
- Ve své knize Gifted Hands napsal, že 30. května 1969 byl po přehlídce (Memorial Day) představen generálovi Westmorelandovi a později dostal plné stipendium na West Pointu, které odmítl. Bylo zjištěno, že Westmoreland byl ten den ve Washingtonu, D.C. a nemohl se s Carsonem setkat. Taktéž West Point nemá záznam o udělení stipendia Carsonovi. Stipendium navíc uděluje jen adeptům, kteří o něj zažádají, což Carson nikdy neudělal. K této lži se Carson později přiznal.[zdroj⁠?!]
- V knize Gifted Hands Carson také napsal, že se na Yale účastnil semináře Perceptions 301, ve kterém po závěrečné písemné zkoušce bylo studentům řečeno, že jejich práce byly zničeny a že mají psát novou zkoušku, která bude mnohem těžší. Carson dodává, že všichni účastníci protestovali a odmítli druhou zkoušku psát, s výjimkou jeho samotného. Mělo se ukázat, že šlo o test cti a poctivosti, který jako jediný absolvoval a zasloužil si, že o něm (včetně fotky) psali v The Yale Daily News. Deník The New York Times ověřoval pravdivost tohoto Carsonova tvrzení, procházel archivy a došel k závěru, že „podle archivů The Yale Daily News žádná fotografie identifikující pana Carsona coby studenta nikdy nebyla zveřejněna a žádná zpráva z této éry nezmiňuje kurz Perceptions 301.“ Druhý výrok potvrzuje i knihovnice Yaleské univerzity, Claryn Spies.[6]
- V několika knihách, článcích a později v četných rozhovorech uvedl, že v dětství, předtím, než prozřel a poznal Ježíše, byl neukázněný, problémový a agresivní. V rozhovoru pro jistou radiovou stanici řekl, že ve svých 14 letech se pokusil bodnout kudlou chlapce jménem Bob, přibližně stejně starého jako on, s úmyslem jej zabít,[7] ale nůž naštěstí narazil na přezku jeho opasku. Měl to být jeho kamarád,[8] s kterým se ale tehdy v něčem neshodl. Těm, kteří chtěli tuto informaci ověřit, Carson řekl, že jméno chlapce změnil, aby ho chránil (ve svých knihách tuto informaci nikde nezmínil). Později zmínil, že to byl žák ze stejné školy. Novináři nedokázali tuto událost ověřit.[9] Nakonec Carson změnil svou výpověď tak, že se mělo jednat o vzdáleného příbuzného, ovšem odmítl jeho jméno zveřejnit. Gerald Ware, Carsonův spolužák, popírá, že by k této události došlo; takový incident by podle něj měl dopad na celou školu.[10]
- Obdobně Carson zmiňuje, že přibližně ve stejné době hodil po svém vrstevníkovi kámen a rozbil mu brýle, nebo že v hádce o školní skříňku udeřil spolužáka do hlavy tak silně, že mu ránu na čele museli zašít třemi stehy. O této události nebyl nalezen záznam. CNN, která se také mezi jinými snažila ověřit Carsonovy údajné excesy z jeho dětství, vyslechla 9 jeho známých z dětství, a žádný nepotvrdil, že by tehdy byl nadprůměrně problémový, násilný či jinak agresivní,[11] naopak si jej pamatují jako tichého a umírněného.[12] Podle deníku Daily News Bin je Carsonův životní příběh o násilném dítěti, které poznalo boha, lež, ke které se dotyčný již přiznal.[10]
- Na kanálu C-SPAN Ben Carson řekl coby vzpomínku ze svých studií, že v den, kdy byl zastřelen Martin Luther King, byli afroameričtí studenti rozzlobení do té míry, že běhali po kampusu a hledali jakékoli bělochy, které by mohli zbít; a on, maje náhodou klíče od biologické laboratoře, některým studentům bílé pleti poskytl v laboratoři azyl. Jeho tvrzení ověřoval The Wall Street Journal, ptal se Carsonových spolužáků na univerzitě a jednoho učitele. Připustili, že ten den probíhaly nepokoje, o schovaných bílých studentech nikdo z nich nevěděl. Na otázku, zda si pamatuje kohokoli ze studentů, které v laboratoři schoval, Carson odpověděl negativně.[6]